# سيمون ساندبرغ
سيمون ساندبرغ (بالسويدية: Simon Sandberg)‏ (25 مارس 1994 السويد - ) هو لاعب كرة قدم سويدي يلعب كمدافع.

## روابط خارجية
- سيمون ساندبرغ على موقع الاتحاد الأوربي (الإنجليزية)
- سيمون ساندبرغ على موقع اتحاد السويد (السويدية)
- سيمون ساندبرغ على موقع قاعدة بيانات كرة القدم.إي يو (الإنجليزية)
- سيمون ساندبرغ على موقع ناشيونال فوتبول تيمز (الإنجليزية)
- سيمون ساندبرغ على موقع Soccerway.com (الإنجليزية)